# Kinh tế chính trị quốc tế
Kinh tế chính trị quốc tế (tiếng Anh: International Political Economy - IPE) là môn học thuộc ngành khoa học chính trị, nghiên cứu về sự tương tác giữa các yếu tố kinh tế và chính trị trong quan hệ quốc tế. Các học giả kinh tế chính trị quốc tế nghiên cứu về các vấn đề liên quan tới toàn cầu hóa như thị trường kinh tế và tài chính quốc tế, phát triển quốc tế (chẳng hạn như sự nghèo khổ và vai trò của các tổ chức trong việc phát triển), rủi ro chính trị...

## Phát triển
Đầu thập niên 1970, một loạt các sự kiện quốc tế như khủng hoảng dầu lửa năm 1973, sự sụp đổ hệ thống Bretton Woods, hay yêu sách của các nước đang phát triển về việc thiết lập một Trật tự Kinh tế Quốc tế Mới (NIEO) buộc các nhà hoạch định chính sách cũng như các học giả phải quan tâm hơn tới sự tương tác giữa các yếu tố chính trị và kinh tế trong các sự kiện quan hệ quốc tế. Các học giả kinh tế chính trị quốc tế như Susan Strange khẳng định là các nghiên cứu trước đây về quan hệ quốc tế đã nhấn mạnh quá mức vai trò của luật pháp, chính trị và lịch sử ngoại giao. Trong khi đó những thách thức được đặt ra bởi mức độ phụ thuộc kinh tế lẫn nhau giữa các quốc gia ngày càng gia tăng. Từ năm 1968 Richard Cooper trong cuốn sách có tên gọi "Kinh tế học của sự phụ thuộc lẫn nhau" (The Economics of Interdependence), đã cho rằng các quốc gia cần phải phối hợp và cộng tác nhiều hơn nữa trong bối cảnh các vấn đề kinh tế trong nước của các quốc gia ngày ngày bị tác động và chi phối bởi các chính sách và sự kiện ở các quốc gia khác. Công trình của Cooper sau đó được phát triển hơn nữa bởi các nghiên cứu của Robert Keohane và Joseph Nye trong cuốn sách xuất bản năm 1977 "Quyền lực và sự phụ thuộc lẫn nhau: Chính trị thế giới trong thời kỳ chuyển đổi" (Power and Interdependence: World Politics in Transition).